# Paul Clacquesin
Pour les articles homonymes, voir Clacquesin.
Paul Clacquesin est un spécialiste et un célèbre fabricant de liqueurs. Il a donné son nom au Clacquesin, une liqueur élaborée par infusion de résine de pin et d'épices dans l'alcool.

## Historique
Paul Clacquesin, pharmacien herboriste, reprend la fabrique de liqueurs de son beau-père autour de 1860, et y élabore la liqueur le Clacquesin. Des artistes d'envergure internationale tels que Fernandel, Joséphine Baker ou Maurice Chevalier en vantent les vertus.

## Publications
- Histoire de la Communauté des distillateurs. Histoire des liqueurs. Paris, Cerf, 1900. Ouvrage sur l'histoire des vinaigriers et distillateurs, limonadiers, marchands, jurés, des origines au XIXe siècle. Suit l'histoire des liqueurs dans l'Ancien Orient, en Grèce et à Rome, chez les autres peuples de l'Antiquité, au Moyen Âge du temps des alchimistes, et aux Temps modernes. Il donne aussi la composition de toutes les liqueurs françaises et étrangères : anisette, parfait amour, vespetrò, chartreuse, bénédictine, China, Persico, genépi, crèmes diverses, cassis, guignolet, ratafias, vermouth, amer, curaçao, genièvre, liqueurs américaines et anglaises, eaux-de-vie allemandes, kummel, liqueurs italiennes, russes, martiniquaises, espagnoles, scandinaves, mexicaines, brésiliennes, latino-américaines, slaves, etc.[2],[3].